# هیوگو ۶۸۷۹
سیارک ۶۸۷۹ (به انگلیسی: 6879 Hyogo، نامگذاری:1994TC15) شش هزار و هشتصد و هفتاد و نهمین سیارک کشف شده‌است که در ۱۴ اکتبر ۱۹۹۴ کشف شد.
قدر مطلق سیارک برابر ۱۲٫۲۰ است.